# الجزر الصومالية
تمتد مجموعة من الجزر الصغيرة على امتداد السواحل الصومالية من أشهرها على الساحل الشمالي مجموعة جزر باب عند مدخل خليج تاجورة ، وجزيرة ميت قرب ميناء بربره ، وجزر بهاما والكوى (وسقطرى اليمنية) في مواجهة منطقة غردفوي.
وعلى جزيرة شقيا أكبر حركة صيد بحري على هذه الجزر وبيئة صالحة لتربية الحيوان وبعض الزراعات الحقلية البسيطة كالذرة الرفيعة والسمسمة والشعير، وبها آثار ميدان تاريخية ترجع إلى عهد البرتغال إذ كانت تمثل قاعدة بمرية للسفن البرتغالية في شرق أفريقيا.
وشعب هذه الجزيرة من أصل صومالي ، وتشير بعض الإحصاءات الرسمية إلى أن عدد الأسر بهذه الجزر يربى على مائة أسرة يعمل أفرادها في استخراج الأحجار الكريمة من البحار، وصيد الأسماك، والقيام بدور الوساطة التجارية بين موانئ الصومال وموانئ كينيا وزنزبار ، وأحيانا إلى موانئ عدن والمكلا.
ولهذه الجزر قيمة في (الاقتصاد الوطني) إذ هي الموطن الرئيسي لأشجار المنجوراف الصالحة لصناعة السفن ، والفلنكات الخاصة بالطرق الحديدية .
ويقال أن شعب الباجون هم أول من أسس مدينة كسمايو ، كما يشير اسم المدينة فكلمة كسم معناها المكان أو صائد في اللغة السواحلية ، وكلمة يو معناها أيضا في الصومالية بعيد .. أي أن كسمايو معناها .. المكان البعيد للصيد .. وذلك بالنسبة لموقع (الجزر).
وهذه الجزر لا تساهم في اقتصاد الصومال في الوقت الحاضر لضآلة الإنتاج ، ولكن في القريب العاجل سنساهم بجزء له قيمة ، إذ من المنتظر أن يقام فيها مصنع لتعليب الأسماك من الأنواع السردينية المشهورة في هذه المنطقة ، وكذلك تعليب التونة.